# 唐元隽

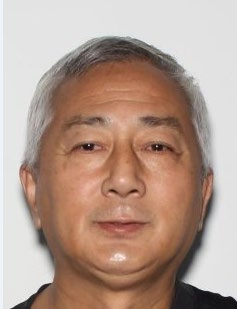
唐元隽于2024年

唐元隽（1957-），生于吉林长春，社会运动人士，中华人民共和国政治犯。

## 经历
唐元隽原是工程师、汽车工人，六四事件期间曾和工友组织“民主沙龙”，讨论政治与社会民主化议题。1989年，因组织游行示威声援“六四”运动，遭控“反革命罪”，被判20年有期徒刑；1997年，减为8年有期徒刑，同年获释。出狱后继续在中国大陆从事民主运动，并参与筹办“中国民主党”。2002年10月，唐元隽通过游泳偷渡到金门大胆岛，向中華民國政府寻求政治庇护。在王丹、胡平等社会人士帮助下，1个月后，唐元隽转往美国寻求政治庇护，随后成为美国公民。2024年8月21日，美国司法部指控唐元隽于2018年至2023年间，在中华人民共和国国家安全部的指示下，充当中华人民共和国特工，为中华人民共和国国安部收集在美国的中国大陆异议人士活动情报。